# Ruisseau de la Vèze
Le ruisseau de la Vèze est un ruisseau qui coule dans le département du Jura. C'est un affluent de l'Ognon en rive gauche, donc un sous-affluent du Rhône par la Saône.

## Géographie
D’après le SANDRE, la source principale du ruisseau de la Vèze est située dans la commune de Gendrey à 260m d'altitude sous le nom de ruisseau de la Lachère mais il est aussi alimenté par une branche secondaire créée par les sources du village de Rouffange. Les deux branches confluent en amont du village de Taxenne où il prend le nom de ruisseau de la Vèze puis il se dirige vers le nord et franchit une cluse pour déboucher à Ougney dans la plaine de l'Ognon qu'il va rejoindre à Pagney.

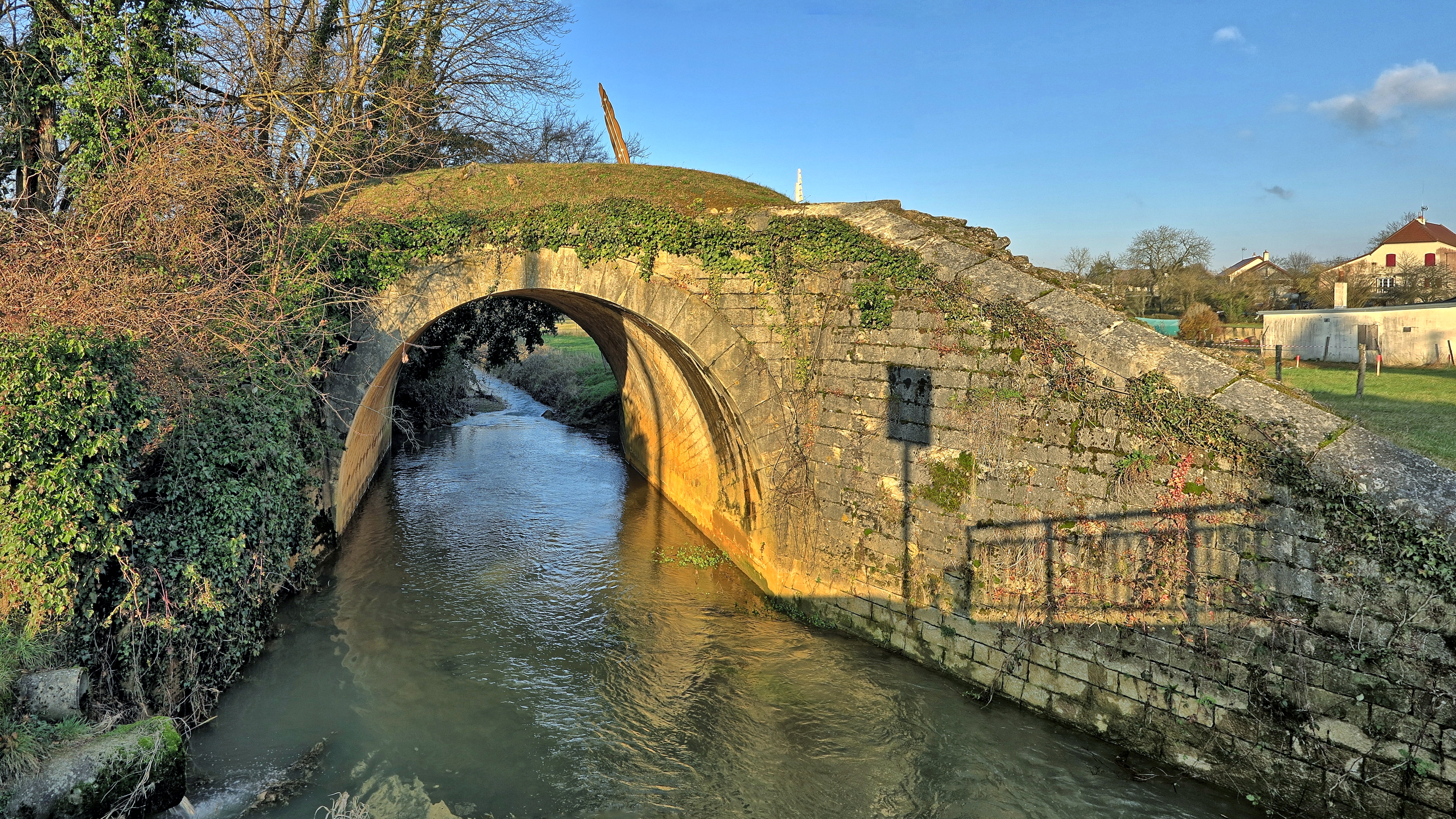
Le ruisseau de la Vèze sous le pont de l'ancienne ligne ferroviaire Gray-Fraisans à Ougney.

### Communes et cantons traversés
Le ruisseau de la Vèze traverse six communes situées dans le département du Jura : Gendrey, Rouffange, Taxenne, Ougney, Vitreux et Pagney.

### Bassin versant
Le ruisseau de la Vèze traverse deux zones hydrographiques : 
- L'Ognon de la Lanterne de Chaucenne incluse au ruisseau de la Vèze (U107) et
- L'Ognon du ruisseau de la Vèze inclus à la Saône (U108)

## Affluents
Le ruisseau de la Vèze n'a pas d'affluent référencé dans la base SANDRE.
Son rang de Strahler est donc de un.

## Hydrologie
Le ruisseau de la Vèze présente une pente générale plutôt faible (en moyenne : 6,7 ‰) et des fluctuations saisonnières de débit assez marquées.